# (4490) Bambery
(4490) Bambery es un asteroide perteneciente al cinturón interior de asteroides descubierto por Brian P. Roman y Eleanor Francis Helin desde el observatorio del Monte Palomar, Estados Unidos, el 14 de julio de 1988.

## Designación y nombre
Bambery fue designado al principio como 1988 ND.
Más tarde, en 1990, se nombró en honor del químico estadounidense Raymond J. Bambery.

## Características orbitales
Bambery está situado a una distancia media de 1,931 ua del Sol, pudiendo alejarse hasta 2,109 ua y acercarse hasta 1,753 ua. Su inclinación orbital es 26,12 grados y la excentricidad 0,09233. Emplea en completar una órbita alrededor del Sol 980 días.
Bambery forma parte del grupo asteroidal de Hungaria.

## Características físicas
La magnitud absoluta de Bambery es 13,1. Emplea 5,815 horas en completar una vuelta sobre su eje y tiene 8,26 km de diámetro. Se estima su albedo en 0,2156.